# Acacia rostellifera
Acacia rostellifera — вид квіткових рослин з родини бобових. Ареал: Австралія (Західна Австралія).

## Середовище
Зустрічається вздовж західного узбережжя аж до Калбаррі в саванному екорегіоні Південно-Західної Австралії та вздовж південного узбережжя аж на схід до Ізраїльської затоки.

## Біоморфологічна характеристика
Найвища акація в своєму ареалі, вона може виростати до 10 метрів. Однак екземпляри вище 3 метрів зустрічаються нечасто, оскільки в його районі часто трапляються лісові пожежі. Вогонь спалює рослини дощенту, але підземне стебло активно проростає.